# باشگاه فوتبال بلننسش
بلننسش اس‌ای‌دی (انگلیسی: Belenenses SAD) یک باشگاه فوتبال از لیسبون می‌باشد که در لیگ برتر فوتبال پرتغال حضور دارد. این باشگاه یکی از انشعابات باشگاه قدیمی باشگاه فوتبال بلننسس می‌باشد.